# Kanaal van Osor

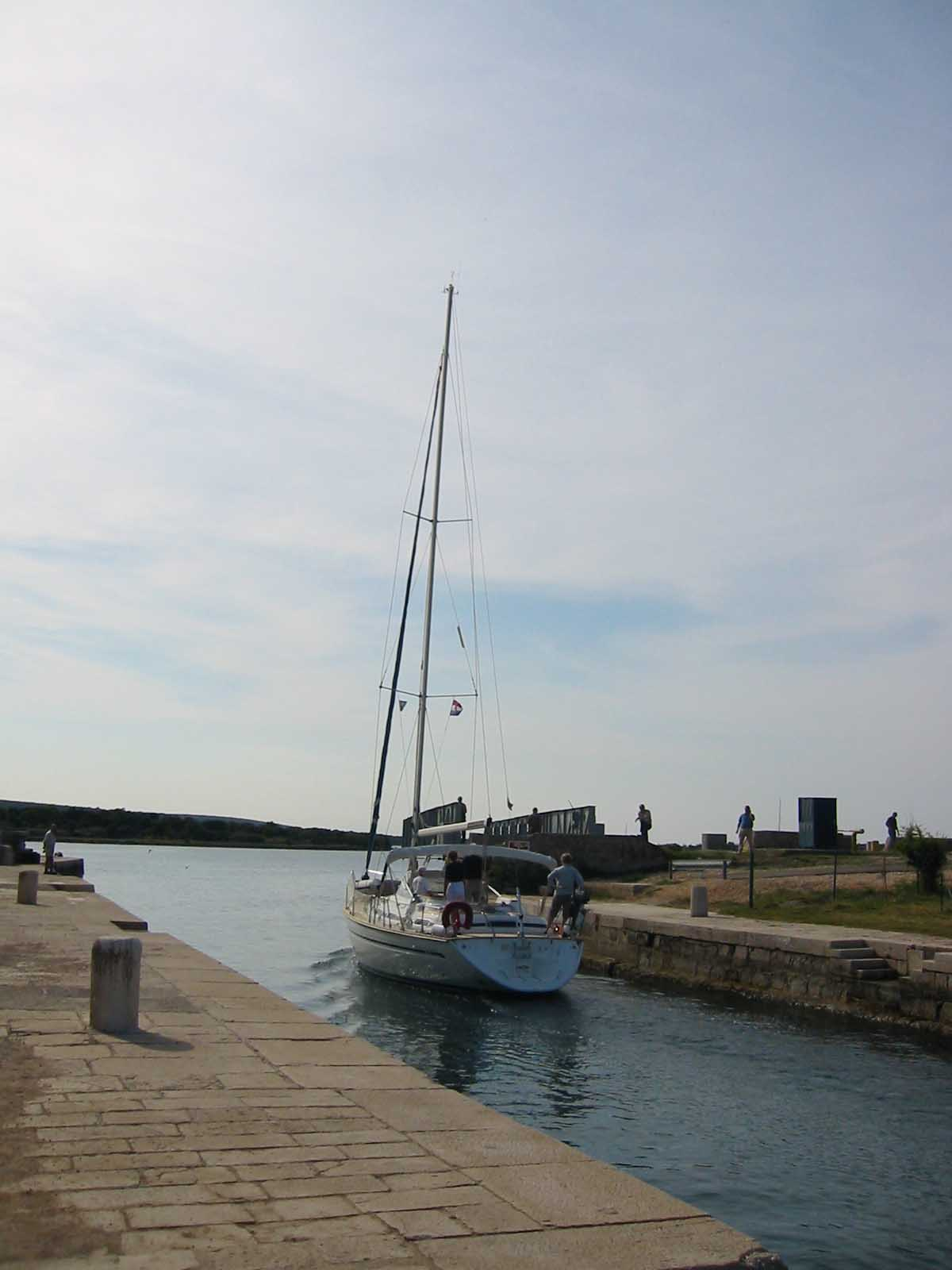
Het Kanaal van Osor

Het Kanaal van Osor (Kroatisch: Osorski kanal) is een smalle zeestraat die de twee, in de Kvarnerbaai gelegen Kroatische eilanden Cres en Lošinj scheidt. De zeestraat, vernoemd naar het aan de zeestraat gelegen stadje Osor is door de Romeinen als een kanaal gegraven ten gunste van het scheepvaartverkeer. Voor die tijd vormden de twee eilanden één geheel.
Cres en Lošinj worden over deze zeestraat met een draaibrug met elkaar verbonden.